# Oscar Rosengren
Oscar Reinhold Rosengren, född 1844 i Odensvi socken, Kalmar län, död 8 oktober 1937 i Göteborg, var en svensk trädgårdsmästare. 
Rosengren genomgick Rosendals trädgårdsskola i Stockholm och var stadsträdgårdsmästare i Göteborgs stad 1877–1912. Som sådan anlade han på sin tid Vasaparken, Redbergsparken, planteringarna kring Carl Johans kyrka och andra av stadens mest kända parkanläggningar.